# Atto Melani

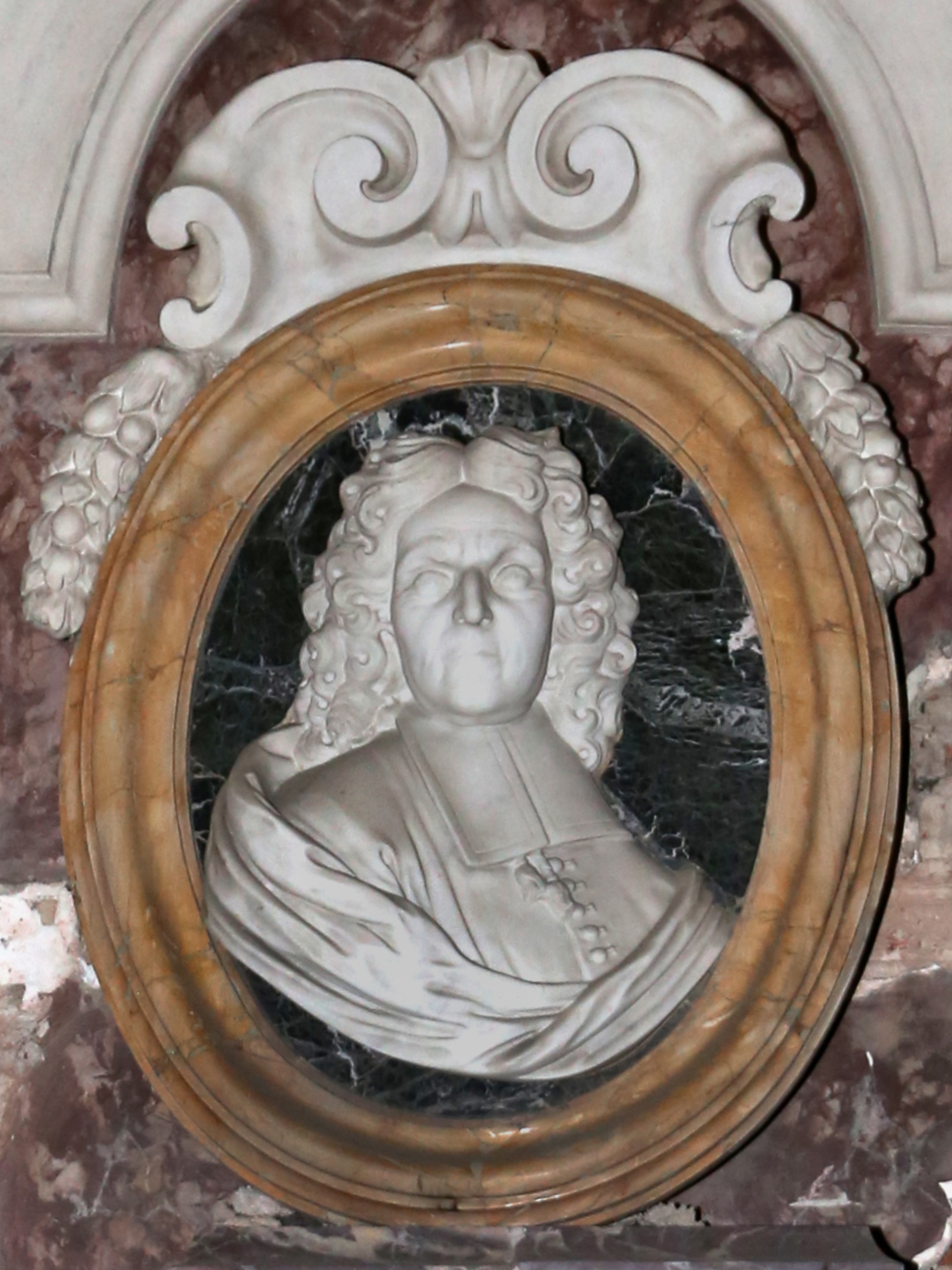
Atto Melani, cenotafio scolpito da Vittorio Barbieri in San Domenico a Pistoia

Atto Melani (Pistoia, 30 marzo 1626 – Parigi, 4 gennaio 1714) fu un cantante lirico castrato italiano, noto anche quale diplomatico e spia al servizio del Regno di Francia, nonché scrittore.

## Biografia
Melani nacque a Pistoia, terzo di sette figli di un campanaro. Fratello dei compositori Alessandro e Jacopo, e forse del cantante Domenico, già in giovane età Atto fu castrato affinché potesse divenire un cantante. In tale veste Atto fu presto famoso; il poeta Jean de La Fontaine lo elogiò in una poesia dopo avere assistito ad un'esecuzione dell'Orfeo di Luigi Rossi con Atto nel ruolo principale. 
Le sue doti canore portarono Atto fino alla corte di Luigi XIV di Francia, dove il cardinale Mazzarino lo introdusse nell'ambiente dello spionaggio, campo nel quale Atto rapidamente brillò come nella musica. Egli sfruttava i propri concerti presso le corti di tutta Europa per inviare messaggi e carpire segreti.
Nel 1641 è Consiglio improvviso nella prima assoluta di La finta pazza di Francesco Sacrati (compositore) con Anna Renzi per l'inaugurazione del Teatro Novissimo di Venezia.
Nel 1647 interpreta il doppio ruolo della Vittoria e di Orfeo alla prima assoluta, svoltasi al Palais-Royal di Parigi, dell'Orfeo di Luigi Rossi, con Marc'Antonio Pasqualini e Jacopo Melani.
Nel 1654 è il protagonista nella prima assoluta di Il Xerse di Francesco Cavalli al Teatro Santi Giovanni e Paolo di Venezia.
Nel 1657 Melani fu inviato dal cardinale Mazzarino in Baviera affinché convincesse il principe elettore Ferdinando amico della Francia a candidarsi per l'elezione dell'Imperatore del Sacro Romano Impero. Sebbene l'operazione fallisse, Mazzarino apprezzò ancora di più le capacità diplomatiche di Melani.
Nel 1660 è Arsamene in Xerxès di Cavalli al Louvre di Parigi in occasione del matrimonio di Luigi XIV con Maria Teresa d'Asburgo (1638-1683).
La morte di Mazzarino capovolse le sorti di Melani, infatti questi era vicino al sovraintendente alle finanze Nicolas Fouquet, il quale pochi mesi dopo la scomparsa del cardinale fu arrestato e incarcerato. Luigi XIV - che conosceva Melani dall'infanzia e che aveva molta fiducia in lui  - scoprì che Atto Melani aveva copiato le sue lettere a Fouquet e decise di bandire il Melani, che dalla Francia si recò a Roma, ove dimorò per ben 15 anni.
Nella città eterna Melani entrò al servizio del cardinale Giulio Rospigliosi, anch'egli originario di Pistoia, mentre godeva anche del favore di Maria Mancini, nipote di Mazzarino, con la quale avrebbe intrattenuto una corrispondenza per oltre quarant'anni.
Alla morte di papa Alessandro VII il mecenate di Melani Rospigliosi salì al soglio di Pietro con il nome di Clemente IX. Melani, quale assistente di Rospigliosi, intervenne al conclave. Non si sa se egli abbia giocato alcun ruolo. Sicuro è però che dopo le elezioni di Clemente IX, Luigi XIV - più che felice dell'esito del conclave - levò il bando e concesse a Melani il titolo di abate e una rendita annua di tremila lire.
Nel 1668 Melani si esibì per l'ultima volta come cantante a Palazzo Colonna, in seguito si sarebbe dedicato esclusivamente alla politica e alla diplomazia, redigendo vari memoriali su Roma, sui principi tedeschi e agendo sempre quale informatore del Re di Francia, ma pure quale mediatore fra i vari Stati italiani.
Atto Melani morì alla veneranda età di 88 anni, nel 1714 a Parigi. I beni da lui lasciati in eredità furono notevoli: oltre a ricchi depositi bancari e immobili in Italia e in Francia, anche una vasta biblioteca. Se si esclude un indice, è stata considerata perduta la sua corrispondenza in 108 volumi fino al ritrovamento di alcuni di essi da parte del duo di scrittori Monaldi & Sorti in diversi fondi italiani ed europei e anche in fondi privati dai quali poi lo Stato Italiano li ha acquistati. Secondo la nota accorata di una bibliotecaria, redatta del 1907 e ritrovata da Monaldi & Sorti in uno dei volumi Melani oggi conservati nella Biblioteca Marucelliana di Firente, la sua corrispondenza in 108 volumi era rimasta intatta fino al 1906, quando gli eredi la smembrarono e vendettero a collezionisti privati, anche oltre i confini nazionali.

## Nella cultura di massa
Atto Melani è stato oggetto di una riscoperta sia in Italia sia all'estero, da quando Rita Monaldi e Francesco Sorti ne hanno fatto un personaggio dei loro romanzi, a partire da Imprimatur, primo volume di una saga.
I due autori hanno peraltro pubblicato anche alcuni documenti redatti da Melani e da essi ritrovati fra cui una lettera a Luigi XIV.